# Bårtjärnen, Hälsingland
Bårtjärnen är en sjö i Söderhamns kommun i Hälsingland och ingår i Ljusnan-Skärjåns kustområde.